# Loggetta del cardinal Bibbiena

Loggetta del cardinal Bibbiena

Veduta del lato aperto

La Loggetta del cardinal Bibbiena è un ambiente del terzo piano del Palazzo Apostolico, nella Città del Vaticano, facente parte del complesso delle Logge. 

## Storia
In una lettera di Marcantonio Michiel, inviata da Roma il 4 maggio 1519 a un corrispondente veneziano, si parla dei lavori del Sanzio in Vaticano, citando le "quattro camere del pontefice" (le Stanze), una "loggia longhissima" (la Loggia di Raffaello) e due altre logge con i lavori in corso "che saranno cose bellissime". Una di queste gallerie minori dev'essere la Loggetta del cardinal Bibbiena. 
La decorazione era stata scialbata e fu riscoperta nel 1906. I restauri del 1943-1946 reintegrarono le parti mancanti con tinte più lievi e quindi facilmente riconoscibili. 
L'invenzione della decorazione è attribuita al Sanzio, mentre la stesura pittorica è attribuita a Giulio Romano, Giovan Francesco Penni, Perin del Vaga, Giovanni da Udine e aiuti minori.

## Descrizione e stile

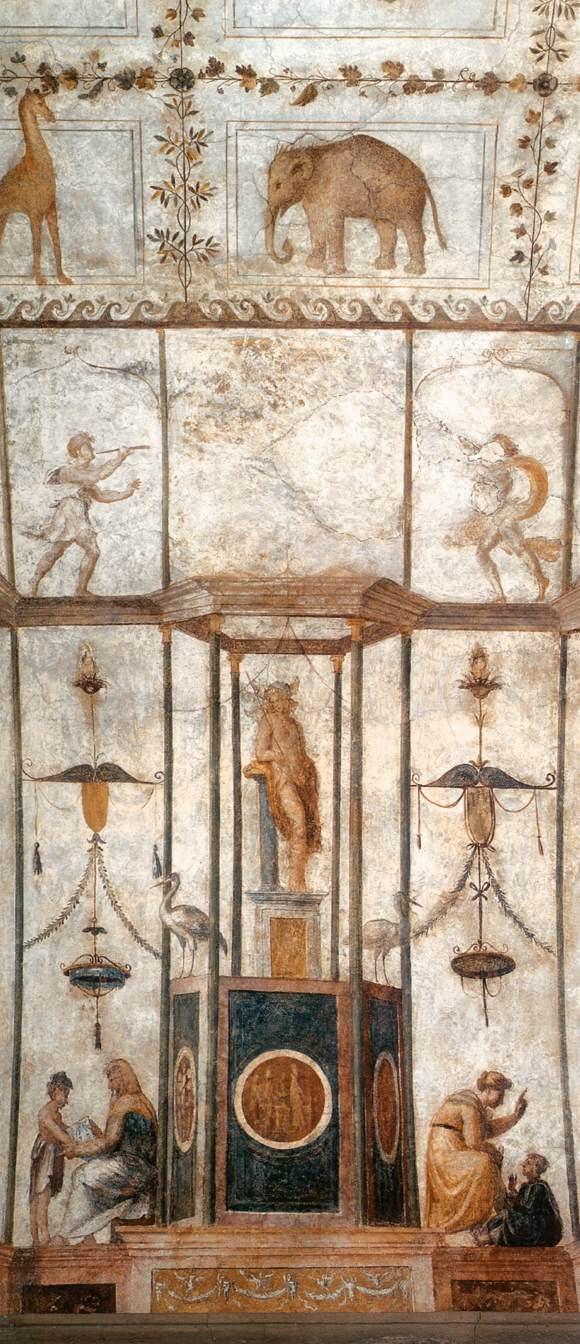
Decorazione (l'elefante ritratto in alto è probabilmente Annone)

La loggetta è un piccolo ambiente di forma rettangolare (15,74x3,12 metri, alto 4,64 al sommo della volta), affacciato sul Cortile del Maresciallo e confinante con la Terza Loggia (affrescata da Giovanni da Udine dopo il 1550 e affacciata sul Cortile di San Damaso) e con la Stufetta del cardinal Bibbiena, decorata pure da grottesche della scuola di Raffaello, verso il 1516. Qui si trovavano infatti gli appartamenti del cardinale Bernardo Dovizi da Bibbiena.
La loggetta è composta da tre arcate maggiori e quattro minori sul lato lungo, alternate e aperte sul cortile. Sulla parete opposta si trovano scomparti arcati davanti alle aperture maggiori, con grottesche ed episodi mitologici (nelle lunette) su fondo nero: Apollo supplicato da Olimpo, Apollo e Marsia e una terza storia perduta, che raffigurava forse il Supplizio di Marsia. 
Di fronte alle aperture minori si trovano invece, tra finte colonnine che simulano di reggere un soffitto a lacunari, quattro nicchie con le Stagioni: una di queste è perduta a causa dell'apertura di una porta. In alto, tra le colonnine, si trovano altre figurette isolate o a gruppi.
Le pareti minori mostrano due lunette ad arco ribassato, una con Danzatrici e una con la Fucina di Vulcano. Il resto delle pareti e della volta è decorato da motivi architettonici e vegetali che racchiudono riproduzioni di animali o di statue celebri.
Il basamento infine mostra scenette con episodi mitologici o storici intervallati da ornamenti geometrici.

## Galleria d'immagini

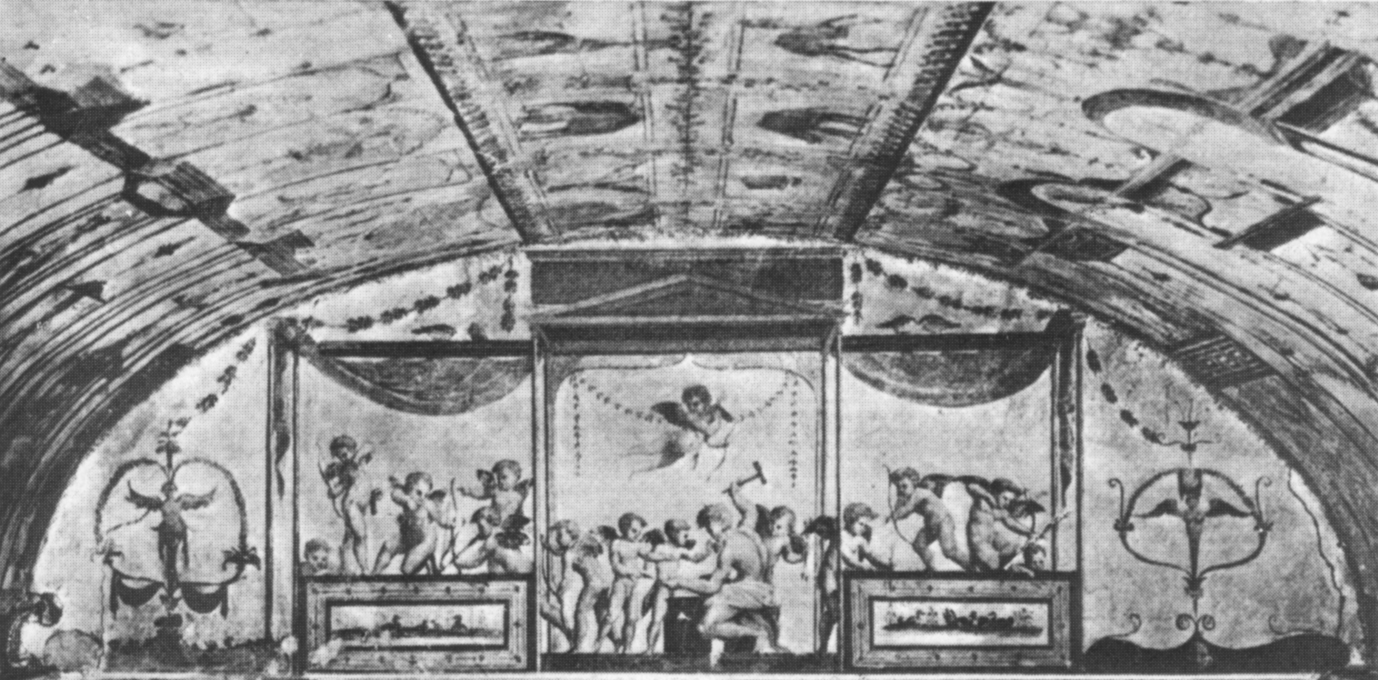
Lunetta con la Fucina di Vulcano
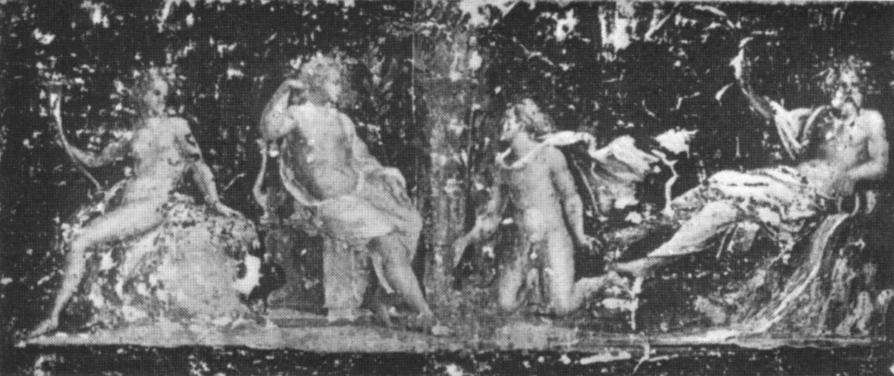
Apollo supplicato da Olimpo
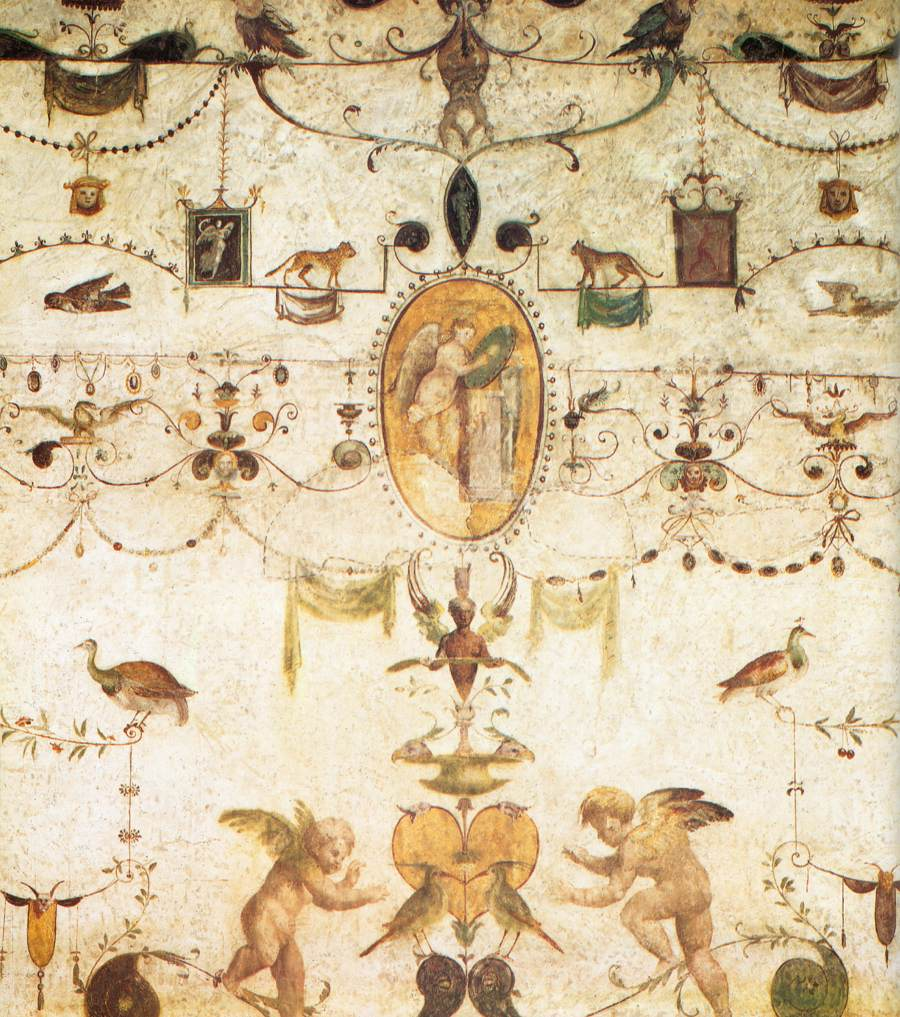
Grottesche
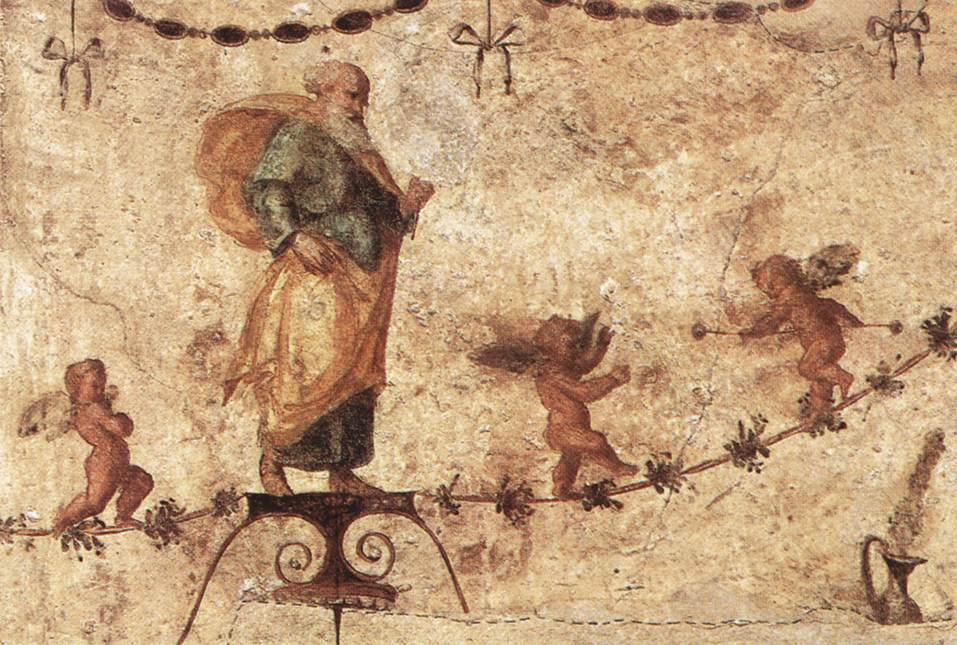
Grottesche
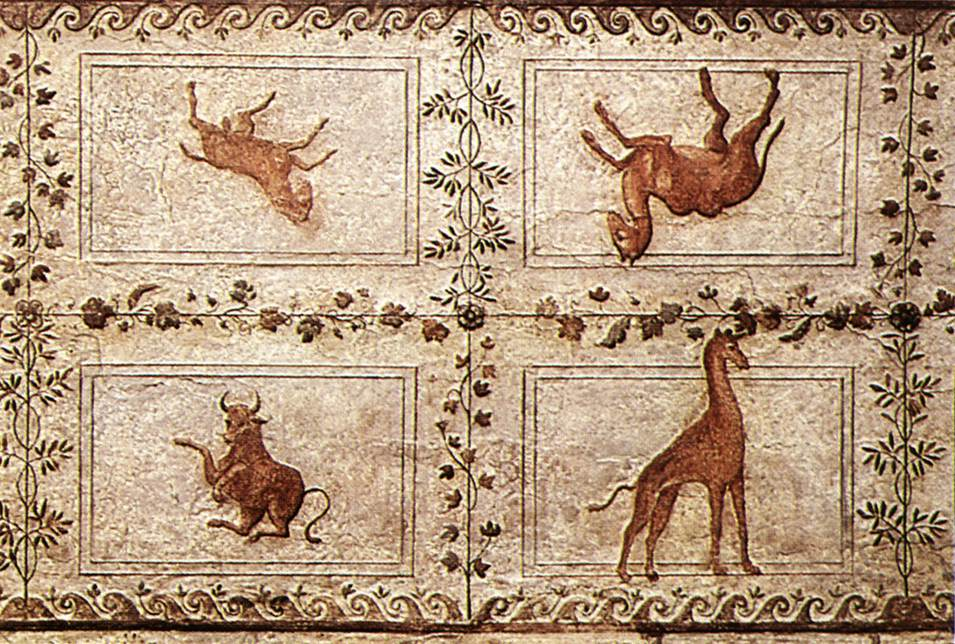
Decorazione della volta con animali
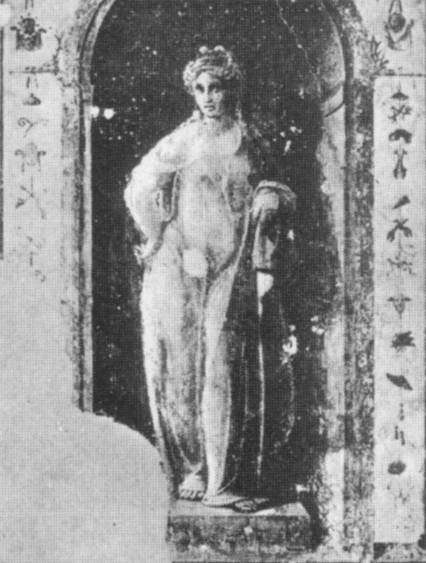
Una delle Stagioni